# 爪哇 (遊戲)
爪哇(Java)，是Wolfgang Kramer、Michael Kiesling在2000年推出的德式桌上遊戲，是採用行動點機制的面具三部曲的第二部作品。

## 外步連結
- BoardGameGeek上的Java
- the BoardGameGeek wiki上的Mask Trilogy